# Bartholomeus van Bassen

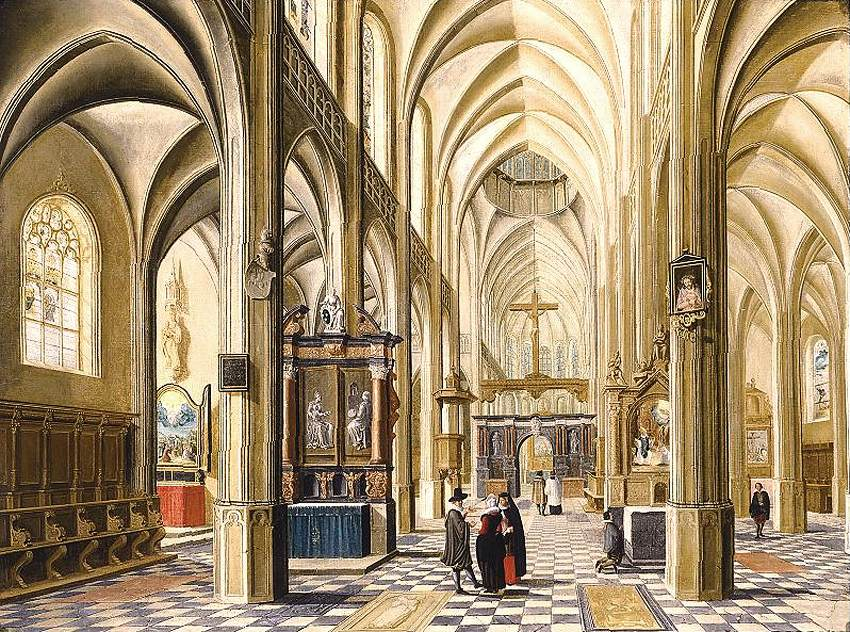
Wnętrze gotyckiej katedry, 1614

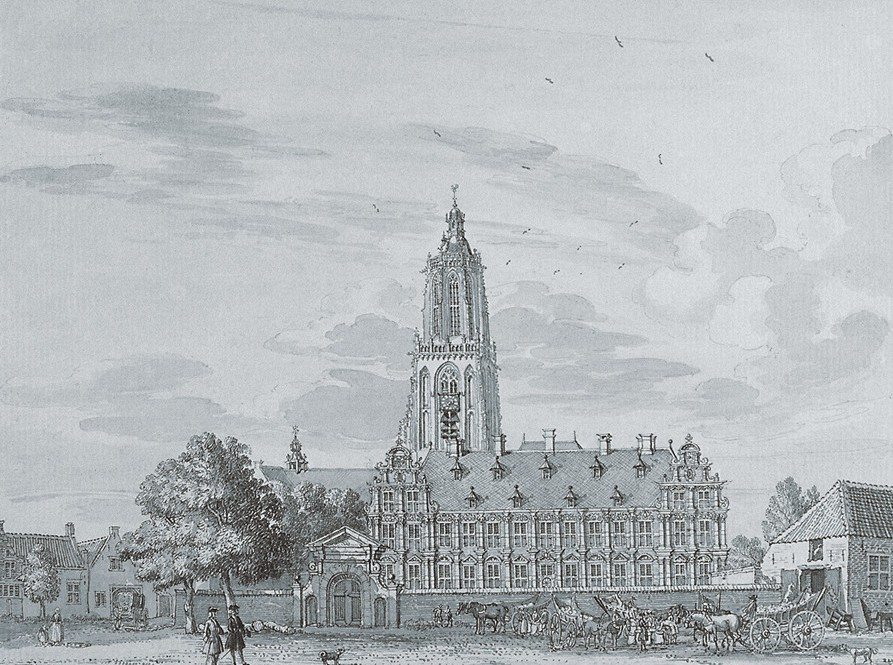
Pałac Fryderyka V. w Rhenen, zaprojektowany i wzniesiony w latach 1630/31 przez Bartholoeusa van Bassen

Bartholomeus Cornelisz. van Bassen (ur. ok. 1590 w Hadze, poch. 28 listopada 1652 tamże) – holenderski architekt i malarz barokowy.

## Życiorys
W 1613 wstąpił do gildii św. Łukasza w Delfcie. W 1622 roku został członkiem tejże gildii w Hadze, a od 1638 piastował tam stanowisko miejskiego architekta. W 1624 ożenił się z Aeltje Pieters van Gilst, z którą miał jednego syna. W latach 1629–1634 był zaangażowany jako architekt w różnych przedsięwzięciach budowlanych Fryderyka Henryka Orańskiego. Zaprojektował i nadzorował budowę pałacu Fryderyka V. w Rhenen. Z Pieterem Adriaansz. Noorwitsem zaprojektował Nieuwe Kerk, pierwszy w Hadze kościół wzniesiony specjalnie dla ewangelików. Świątynię wybudowano w latach 1649-1656.
Van Bassen był również utalentowanym malarzem, malował miejskie pejzaże i architekturę, najbardziej znane są jego przedstawienia wnętrz kościołów. Prace odznaczają się perfekcyjnym oddaniem perspektywy i dbałością w odwzorowaniu szczegółów architektonicznych. Artysta zmarł w 1652, wkrótce po śmierci żony i został pochowany w Jacobs Kerk w Hadze.